# Édouard de Pomiane
Édouard de Pomiane, nom de plume d'Edward Pomian Pożerski (1875-1964), est un scientifique français, médecin, chercheur et chef de service à l'Institut Pasteur, militant d'une cuisine saine et raisonnée. Partant des observations scientifiques de la psychophysiologie, de la chimie de la digestion, il rassemble, sous le nom de « gastrotechnie », un ensemble de savoirs et de savoir-faire destinés à bien manger dans toutes les circonstances, y compris lors des pénuries en temps de guerre. La modernité limite le temps disponible pour préparer les repas, mais offre un matériel nouveau (la cuisine au gaz) qui permet de faire un vrai bon repas en dix minutes.
C'est pour faire progresser l'hygiène alimentaire qu'à travers les médias et les réseaux de son époque, il vulgarise des préceptes, des connaissances scientifiques, une impressionnante culture culinaire ouverte au monde, un goût des légumes et viandes de saison, du local et des bonnes matières premières.

## Biographie

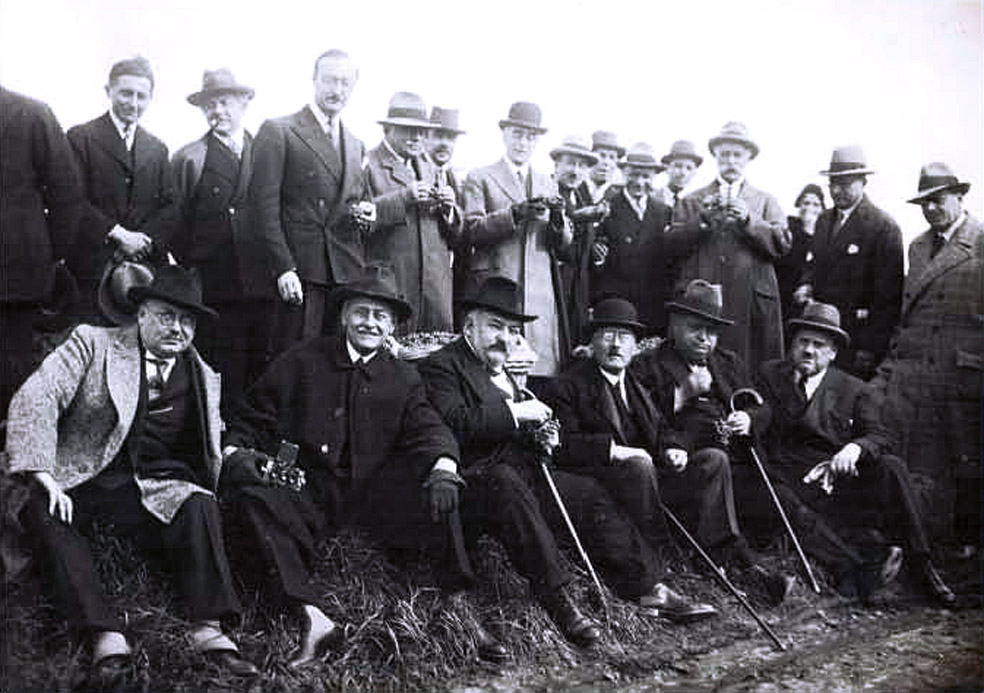
Académie des gastronomes en 1927, le Dr de Pomiane est facilement reconnaissable, 4e en partant de la droite rang du haut. A côté de Germaine Larbaudière qui se fait discrète et au-dessus du Dr Robine.

Édouard de Pomiane est né dans le 18e arrondissement de Paris le 20 avril 1875 et mort à Paris le 26 janvier 1964.
Son père, Édouard, originaire de Vilnius, est un commissaire de police aux idées révolutionnaires. Déporté en Sibérie après l'insurrection polonaise de 1861-1864, il aurait, selon la légende familiale, côtoyé Dostoïevski au bagne, se serait évadé et aurait gagné Paris en 1863 avec sa future femme, petite fille du gouverneur de Varsovie et condamnée à mort au cours de cette révolution. Ses parents adoptent la nationalité française, d'où le nom de famille de Pomiane.
Après des études à l'École polonaise des Batignolles puis au lycée Condorcet, il passe son baccalauréat ès sciences en 1894, suivent deux années de mathématiques supérieures. Il intègre la faculté des sciences de Paris où il obtient en 1896 sa licence ès-sciences naturelles. Il entre comme chercheur bénévole dans le laboratoire d'Albert Dastre (1844-1917) et de Paul Portier (1866-1962) à la Sorbonne et prépare sa thèse de doctorat ès-sciences naturelles sur les ferments digestifs. Le 1er mai 1901, il rejoint l'Institut Pasteur comme préparateur pour étudier la physiologie de la digestion. Il est reçu docteur en médecine en 1902, docteur en sciences en 1909, soutient sa thèse de Doctorat ès-sciences en 1908 sujet: l'action diastasique de la papaïne,. Ce mémoire, publié, sera couronné l'année suivante du prix Montyon de physiologie.
Il fait toute sa carrière à l'Institut Pasteur jusqu'en 1943. Il y travaille avec Camille Delezenne et Albert Frouin, puis Élie Metchnikoff, Emile Roux (président de la Société Scientifique d'Hygiène alimentaire),. Il se passionne notamment pour le bactériophage découvert par Félix d'Hérelle et les réflexes conditionnés d'Ivan Pavlov, qu'il orthographie « Pawloff », lien entre la vue d'une nourriture attirante et les sécrétions gastriques.
Il est membre fondateur de l'Académie des Gastronomes en 1928, au grade élevé de fauteuil no 5 Louis Pasteur. 1940 est l'âge de la retraite de l'Institut Pasteur, mais il poursuit ses travaux dans un petit laboratoire fait pour lui dans les combles. Son enseignement à l’Institut scientifique d’hygiène alimentaire se termine en 1943.
La biographie d'Édouard de Pomiane est disponible dans les Annales de l'Institut Pasteur (janvier 1964).

## Bases scientifiques et médicales
Escoffier, son contemporain pressent l'évolution de la cuisine vers une cuisine qu'il dit scientifique, ce qui signifie ici « d'une précision qui ne laisse rien au hasard ».
Pomiane est un scientifique expérimentateur du meilleur niveau, un spécialiste de la digestion. Il écrit dans L’Intransigeant du 19 octobre 1930: « Voici trente-deux ans bientôt que je suis spécialisé dans les études sur les fonctions de digestion; j’en suis arrivé à cette conviction que les hygiénistes font fausse route; leurs conclusions trop scientifiques ne s’inquiètent pas de la préparation. Au cours de la cuisson, la composition chimique et physique des aliments se trouve modifiée; on peut dire que la cuisson est le commencement de la digestion... Apprendre à cuire les aliments, à faire la cuisine est une chose primordiale; non seulement la préparation doit être scientifique, mais elle doit encore être artistique, il faut que l’aliment plaise; c’est la condition absolue d’une bonne digestion. ». Dans sa communication sur la psycho-physiologie de la gourmandise (1949) il utilise une expérimentation animale de Pawloff pour montrer que la vision de la nourriture influence la production et le contenu des sucs digestifs.
Il nomme « gastrotechnie » — qu'il définit dans Le Figaro du 31 mars 1923 — la connaissance et la maîtrise des modifications physiques et chimiques qui surviennent dans la composition des aliments pendant la cuisson et autres transformation dont la liaison des sauces,,. « La cuisine doit être la pratique d'une science précise ». « C'est à combattre l'empirisme culinaire que le docteur Pomiane a consacré de nombreuses années d'études » (1924). Il va donc vulgariser des thèmes importants: l'énergétique culinaire (apport en calorie, aliments dynamogènes et thermogènes), les températures critiques en cuisine (coagulation de l'albumine, oxydation de huiles, etc.), les cuissons avec démonstration pratique dans ses cours de cuisine,.
Pomiane aime manger, il avoue peser 100 kg en 1949 et ne faire que rarement des knèfles, car ce sont des aliments qui font engraisser. Pour lui, ni le rythme accéléré de la vie moderne, ni la disparition du personnel domestique (disparition des cuisinières), ni la pénurie pendant la guerre ne doivent faire renoncer à la saine préparation de aliments. C'est pourquoi il vulgarise les façons de faire et de cuire par exemple avec sa Cuisine en 10 minutes (1931, « La vie moderne nous fait brûler les étapes, arrangeons nous pour qu'elle ne nous fasse pas brûler notre omelette ») ou aux temps de restrictions avec Cuisine et restrictions (1940),. Ses connaissances l'amènent à la diététique: régimes alimentaires pour anémiques, hypertendus, rhumatisants, etc. (1938).

### Personnalité active et célèbre

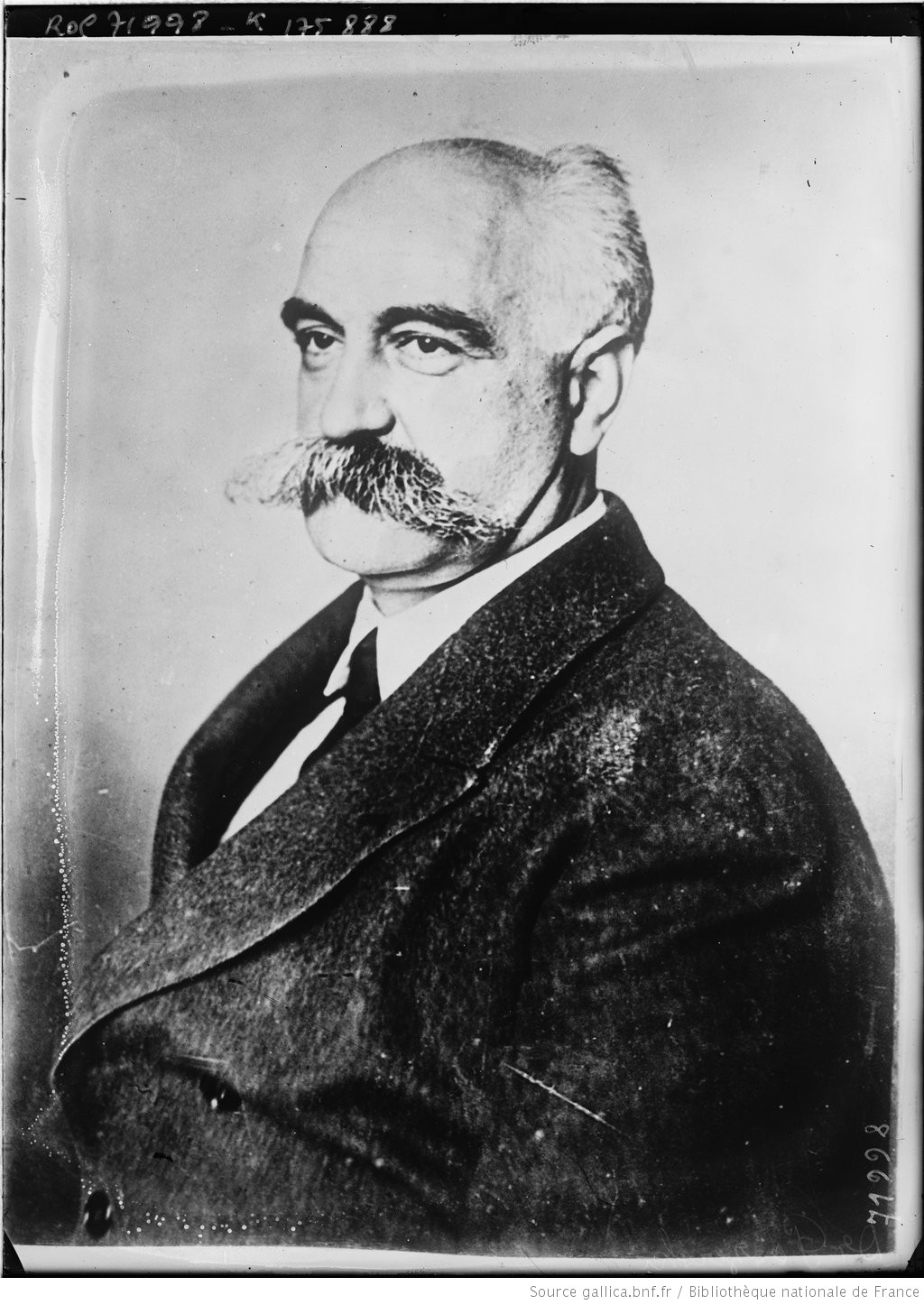
Portrait d'Édouard de Pomiane (source Gallica.bnf.fr / BnF).

Pomiane a une vie sociale active : il est Académicien-gastronome pendant 10 ans de 1928 à 1938, et publie de nombreux livres de cuisine qui ont un succès considérable. Son enseignement, ses 12 livres, ses 2000 conférences, 1000 articles et publications dans la presse professionnelle (Guérir) et la grande presse, à la radio (Radio-Paris dont il tient la chronique et les causeries gastronomiques, Poste Parisien) lui valent la célébrité,,,. Tout en gardant sa rigueur scientifique, il participe à la prescription des grandes marques de l'époque: L'Huile et la Santé est distribué gratuitement par Huilor (1935), à des conférences organisées par Huile Lesieur (1959), à des tirages réduits pour les femmes de médecin distribués par les Laboratoires Midy, Guillaumin ou Zizine,.
Son nom est présent dans plus de 100 titres de presse de 1931 à 1936, ce qui donne une idée de sa célébrité à cette époque.

#### Enseignement et conférences
En 1921, commencent ses premières conférences à l'Université des Annales (Le Petit Déjeuner: Café, Thé, Chocolat).
À partir de 1922, il enseigne à l'Institut d'hygiène alimentaire, Institut qui est le laboratoire de recherche et d'enseignement (locaux rues Sainte-Clotilde et de l’Estrapade 5e arrondissement) de la Société Scientifique d’Hygiène Alimentaire et d’Alimentation Rationnelle de l’Homme créée en 1904,. L'Institut commence son activité en 1919, les conférences publiques de Pomiane commencent mars 1922 (Bien manger pour bien vivre qui devient un livre la même année et dont il avait commencé la rédaction pendant la guerre comme médecin des armées, puis les études pasteuriennes et l'alimentation en 1923, Histoire de la cuisine et alimentation actuelle en 1924, etc.) puis suivent des cours de cuisine,,,,. Il se tourne délibérément vers les femmes actives pour leur donner des principes et des tours de main faciles, la dimension appliquée de son enseignement va jusqu'à créer des recettes, en adapter d'autre pour simplifier le cuisine professionnelle (par exemple sa quiche aux moules, Femmes de France 1928). En 1929 il traite L'enseignement de la cuisine pour la femme du monde. Ces cours cessent avec la guerre.

#### Journalisme et chroniques
De 1911 à 1912, il publie des articles scientifiques (géologie, la peste, immunité, ferments, la trichine) dans L'Action et la Semaine scientifique du Siècle,. Suivront des chroniques en 1923 puis en 1930 il écrit régulièrement dans le Figaro, en 1925 dans Les Annales politiques et littéraires (dont la recette du riz pilaf), en 1927 des recettes de cuisine dans Femina (dont le chachlyk géorgien), en 1930 dans l'Ouest-Eclair (une série d'articles qui exposent méthodiquement la gastrotechnie),,,. Il publie dans de nombreux journaux jusqu'en 1951, avec dans le quotidien parisien l'Aube une rubrique hebdomadaire La bonne cuisine. Après une partie théorique érudite, il donne des recettes. Sa dernière publication est Au temps chaud, servez les potages frappés. Potage aux concombres, potage aux langoustines.
Il écrit régulièrement dans Cuisine et Vins de France de 1947 à 1953.

#### Écrivain
Il publia de nombreux ouvrages de conseils et de recettes, parmi lesquels ses succès La Cuisine en 10 minutes et Bien manger pour bien vivre. Durant l'Occupation, il proposa au public des recettes de cuisine adaptées aux restrictions. Ainsi, sur 100 grammes de viande, Pomiane préconisait d'en donner 80 grammes au mari, les 20 grammes restants revenant à la "tribu" et la femme pouvant de son côté saucer le fond de la poêle avec un petit peu de pain...Ces livres connurent un succès que ne reflète pas le faible nombre maintenant accessibles en ligne ou numérisés.

## Défense de la cuisine raisonnée
Édouard de Pomiane se donne très tôt pour objectif d'apprendre à cuisiner à toutes le femmes qui n'y ont pas été formées. Il obtient, en 1935, la création d'un enseignement supérieur de cuisine et de gastronomie de 32 leçons et travaux pratiques. Il publie ses ouvrages en anglais et en allemand, où 3 d'entre eux seront traduits en 9 langues. À la différence de Rouff, de Croze ou Curnonsky, il ne milite pas pour un nationalisme gastronomique : il est ouvert aux cuisines du monde et les donne souvent pour modèle, comme par exemple Adjem pilaf pour la cuisson du riz.
Selon les catégories de son époque, les aliments sont groupés en quatre grandes classes : les substances albuminoïdes, les hydrates de carbone, les graisses, les sels minéraux, il ajoute dans Cuisine et restrictions l'alcool, le thé et le café ne sont pas des aliments. Chaque classe a un mode de cuisson à connaître.

### Cuisson et liaison
Cette transformation déterminante et propre aux humains est le début de la digestion. Il distingue 4 cuissons : à l'eau, en friture, à l'étouffée, en grillade et rôti (à cette époque, les cuisines asiatiques, avec la cuisson à la vapeur, sont inconnues, le livre d'Henri Lecourt paru en 1925 n'est pas lu, pas davantage en anglais, Pomiane assimile la cuisson à l'étouffé à une cuisson à la vapeur). La gastrotechnie ne transforme pas la cuisine en laboratoire, la quantification est juste suffisante. Dans Pour apprendre à faire cuire scientifiquement — cuisson des légumes (1930), il laisse tous les choix pour la cuisson des haricots verts à l'eau (eau froide ou eau bouillante), ne précise pas la température du bain de graisse de bœuf dans la cuisson à simple bain des frites et donne une impression de facilité pour frire les si difficiles pommes soufflées.
Les liaisons qui s'appliquent aux sauces se ramène à deux : liaison à l'œuf (chaude ou froide), liaison à la farine — liaison pauvre. Il propose quelques trucs, comme d'utiliser de la mie imprégnée de lait pour faciliter la liaison de l'aïolli, ce qui augmente effectivement la proportion de phase aqueuse de l'émulsion, mais change la recette de l'aïolli. Sa classification est simplificatrice, elle ne considère pas l'ensemble des types de liaisons: civet, etc.

## Postérité
La présence de son nom dans la littérature numérisée (2019) est à son maximum en 1937. Elle demeure significative jusqu'en 1986, et depuis 2002, il est presque oublié. Les cours de Pomiane influencèrent notamment Mapie de Toulouse-Lautrec, Jehane Benoît, le Dr Jean-Philippe Derenne,. D'après Jean-Pierre Poulain (2018), Edmond Neirinck fait entrer la gastrotechnie dans les référentiels de l'éducation.
« Édouard de Pomiane a été le pionnier d'une approche simple de la cuisine qui survit au XXIe siècle » écrit Mary Ellen Snodgrass dans l'Encyclopedia of Kitchen History (2004). « De Pomiane était le plus attachant des sommités gastronomiques françaises d'avant-guerre : il était plein de joie de vivre, totalement dénué de prétention ou de suffisance, gourmand, sociable, gastronomiquement curieux et scientifiquement à la pointe » écrit Pierre Graham (2008).

## Anthologie
- Georges Rayon. Le Figaro, 19 janvier 1930. La Cuisine en smoking[66] :

« Devant un public souriant, heureux, satisfait, un savant réputé a fait, hier, mijoter une carpe, a monté une sauce béarnaise, fait griller des tournedos et rissoler un clafoutis. C'était le docteur Edouard de Pomiane, lequel professe à l'Institut d'hygiène alimentaire une science onctueuse et parfumée, tandis qu'à l'Institut Pasteur — sous un autre nom, car les savants sont gens prudes — il traite de sujets beaucoup plus austères. Le docteur de Pomiane inaugurait, en effet, une série de causeries sur la cuisine en smoking. [ ] le conférencier, tout de noir vêtu, cravaté dans les règles et strictement paré du plastron, n'a pas offensé d'une seule tache son impeccable tenue de soirée ! Chacun guettait l'instant où le dompteur serait mangé, j'entends où le rôti brûlerait sans vergogne, où la sauce s'abaisserait lamentable et décolorée. Mais le docteur de Pomiane, tout en citant Anatole France et tout en contant de joyeux souvenirs, a réalisé, de point en point, son programme, ou plutôt son menu.
[ ] il ne faut pas sourire des efforts du docteur de Pomiane sa croisade n'est pas seulement gastronomique, elle est aussi sociale et nationale. »

- Édouard de Pomiane, Le Figaro, 4 décembre 1930[67] :

« J'étais encore étudiant lorsque la fantaisie me prit d'aller de Paris à Budapest à bicyclette. Certes, c'était là un péché de jeunesse. Il fut très instructif. Ce voyage me donna l'occasion de voir Stuttgart, Nuremberg, Munich, Salzbourg, Linz, Vienne et enfin Buda, puis Pest. Je traversai le Salzkammergut, je gravis l'Arlberg en poussant péniblement ma bicyclette devant moi. Je ne fus nullement déçu par les cuisines locales, car j'adore manger un plat national sous le ciel qui le vit naître. Je le trouve toujours bon. Je fus cependant frappé, au cours de ma randonnée, par l'absence complète de cuisine française sur les tables allemandes, autrichiennes et magyares, tandis que le goulache, plat hongrois, était servi dans tous les restaurants depuis Munich jusqu'à Budapest. [suit la recette]...
Si vous avez peur du feu de la paprika, servez-vous de piment doux d'Espagne.
À défaut de gros vin de Hongrie, buvez du bourgueil. »

### Sous le nom d'Édouard Pozerski
- De l'action favorisante du suc intestinal sur le pouvoir amylolytique du suc pancréatique et de la salive, Paris, Thèse de doctorat en médecine. 70 p. 1902[70]
- Contribution à l'étude physiologique de la papaïne. Etude d'un phénomène de digestion brusque: immunisation des animaux, Sceaux, impr. de Charaire, 1908.
- Hygiène alimentaire, Paris,.Delagrave, Collection d'hygiène pratique et familiale.1922
- Sur l'état physique et de la digestibilité des sauces, Paris, Masson. 1926
- Collectif, Dr Pozerski contributeur. Dans quelle mesure la digestion commence-t-elle à la cuisine? Paris, Masson.1927
- Dr Pomiane Pozerski, Dr Hemmerdinger, Dr Labbé, Martel. Travaux pratiques de cuisine raisonnée. Enseignement supérieur de l'hygiène alimentaire appliquée, Paris, Le Francois, 1928.
- Les Ratés du moteur humain, Paris, Masson. 1928
- L'Enseignement de la technique culinaire pour les médecins, Paris, Masson. 1928
- Comment il faut prescrire le régime végétarien à un malade, Paris, Masson. 1929
- À propos de la digestibilité de l'amidon cru, Paris, Masson. 1931
- De l'Influence de la gastronomie sur l'appétit, Paris, G. Doin. 1931
- L'École polonaise en l'esprit de 1830, Paris, Association des anciens élèves de l'École polonaise. In-8, 78 p. 1933[71].
- Un après-midi de travail avec Maurice Nicolle, Tunis, Imprimerie J. Aloccio. 1935[72]
- Avec Gaston Parturier: Régimes des hépato-biliaires, Montpellier, Maloine. Vichy, impr. de Wallon.152 p. 1943

### Sous le nom d'Édouard de Pomiane
- Les Menus, Vannes, impr. de Lafolye frères, 1921
- Bien manger pour bien vivre, essai de gastronomie théorique, Paris, A. Michel, 350 P. 1922, prix Auguste-Furtado de l’Académie française en 1923, 350 p. 1932, 1948[73],[6].

- (avec Mme et le Dr Henri Labbé).Travaux pratiques de cuisine raisonnée. Travaux pratiques de cuisine diététique  Vannes. impr. de Lafolye frères et Cie Éditions de Enseignement supérieur de la cuisine organisé par le sous-secrétariat d'état de l'Enseignement technique et la Société scientifique d'hygiène alimentaire.1923
- Le Code de la bonne chère. Sept cents recettes simples publiées sous les auspices de la Société scientifique d'hygiène alimentaire, Paris, Albin Michel, 528 p. 1924. réed. Le Livre de Poche, Paris 1976 (ISBN 2-253-01434-6)Après les considérations physiologiques et les lois fondamentales de la cuisson les 700 recettes font une large place aux cuisines du monde, attitude rare à son époque, en quoi Pomiane se montre un cuisinier éclectique préfigurant Raymond Oliver
- La Cuisine en 6 leçons, ou l'Initiation à la cuisine familiale, Paris, éd. Paul-Martial, octobre 1926. réed. Paris. Paul-Martial non daté, Bélénos, 2002
- Les températures critiques en cuisine, Paris, Masson, 1927
- Cuisine juive, ghettos modernes, Paris, Albin Michel, 1929
- La Cuisine en 10 minutes, ou l'Adaptation au rythme moderne, Paris, Paul-Martial, 1931. Réed. Etampes, Impr. La Semeuse, 1934, Calmann-Lévy, 1961, LGF - Le Livre de Poche, 1972, 1973. Menu Fretin, 2017, 2018[74].
- G. Duhamel, Maurice Maeterlinck, Raymond Escholier, E. de Pomiane. Art et Médecine, Kertesz, Kollar, Brassai. 54 p. 1933.
- Dr Jean Valincourt, Paul Reboux, Dr G. Pignet, R. Neveu, E. de Pomiane. Almanach des médecins, Angers, Ed. Jacques Petit, 61 p. 1933. Illustrations par Joseph Hémard
- La Femme moderne et le gaz, Revue L'Architecture, décembre 1933 - janvier 1934[75].
- La Cuisine pour la femme du monde, Dix conférences faites à l'hôtel des Sociétés savantes. Paris, Société du gaz de Paris. 208 p. 1933
- Radio-Cuisine (Chroniques gastronomiques diffusées par la TSF), 1re série. Paris, Albin Michel, 2 vol. 339 p. 1933[76].
- La Cuisine et le Raisonnement, dix conférences faites à l'Hôtel des sociétés savantes. Paris, Société du Gaz de Paris. 1934
- La Cuisine en plein air, Laboratoire Zizine, Paul Martial, 1935, reéd. Menu Fretin, 2019.
- Curnonsky, E. de Pomiane (préface). Lettres de noblesse. Editions nationales, 42 p. 1935.
- Vingt Plats qui donnent la goutte, Paris, Ed. Paul-Martial pour la Pipérazine Midy. in-8°. 96 p. 1935. Illustrations André Giroux.
- La Goutte au compte-goutte ou 47 adaptations gastronomiques, Paris, Paul Martial, pour les Laboratoires Midy (pipérazine Midy puis Thioderazine Midy). 47 p. 1935[77]
- 365 Menus 365 Recettes précédés par une étude sur le régime alimentaire de chacun, Paris, Albin Michel. 260 p. 1938. réed. 1951[78].de Pomiane développe une recette par menu, les menus sont classés selon la saison, tout au long de l'année
- Le Carnet d'Anna, Paris, Laboratoire Zizine, 1938. réed. Paris, Calmann-Lévy, 1978  (ISBN 2-7021-0281-6), Le Menu Fretin 2021.
- Réflexes et réflexions devant la nappe, Paris, Laboratoire de l'élixir Eupeptique Tisy, laboratoires Guillaumin et Gérard. éd. Paul-Martial, in-8°, 88 p. Illustré. 1945, in-12° 1945, 1960

- Le Code de la bonne chère, Albin Michel, 1939
- Éloge du baron Brisse prononcé à l'Académie des Gastronomes, Tartarin Malachowsky, Mâcon, impr. Protat frères. In-8 12 p. 1939.
- Cuisine et restrictions, Corréa, 190 p. 1940[79].
- Éloge de Pasteur prononcé à l'Académie Des Gastronomes. 1940
- Recettes nouvelles pour le Printemps (suite de Cuisine et restrictions), Corréa, 1941.
- Manger quand même, Corréa, 318 p. 1941
- Giovanni Malfitano, Paris, Masson (impr. de A. Maretheux). 4 p. 1941
- La Technique culinaire actuelle et les aliments de remplacement, Paris, J.-B. Baillière et fils. 40 p. 1941.
- De Saint-Georges, Jean-Raymond, E. de Pomiane (préface). Le Secret Des Nourritures. Code De l'Alimentation Naturelle, Paris, Albin Michel, 192  p. 1 942
- Conserves familiales et microbie alimentaire, Paris. Albin Michel, 1943, réed Albin Michel, 1998.
- Radio-cuisine. Conférences gastronomiques. (Chroniques gastronomiques diffusées par T.S.F.) deuxième série 1936. Paris A. Michel, 1949[80].
- La Cuisine pour les estomacs délicats, Paris, Éditions de la revue Cuisine et vins de France. 1949
- Robert Villatte des Prugnes et E. de Pomiane. En Bourbonnais, la cuisine, Moulins, Crépin-Leblond. 1949
- La Physique de la cuisine et son art, 700 plats de base, très simples, Paris, A. Michel, 1950
- La Vieille Pologne. La Cuisine polonaise vue des bords de la Seine, Paris, Société polonaise des amis du livre. 73 p.1952. Illustration Stanislas Grabowski, Zygmunt Olesiewicz, Konstanty Brandel.
- Charles Alamagnie. E. de Pomiane (préface). La Cuisine simplifée grâce au Master, Paris, impr. de Kossuth, 104 p. 1953. Le Master est un des tout premiers robot-broyeur-pétrisseur ménager électrique
- Collectif (Francis Amunategui, Pierre Andrieu, Juan Bellevezer, Monique Boitel, Agostinho das Neves, Dominique la Bourg, ...Dr Edouard de Pomiane). Le monde à table, Guide-Dictionnaire de la Gastronomie Internationale. Paris, Odé. 552 p. 1952.Le chapitre France est écrit par de Pomiane.
- Des honnestes voluptés de bouche et d'amour, Paris, Segep, Toulouse, Impr. régionale. In-16, 244 p. 1955
- Jacques Nicolle, Dr Édouard de Pomiane Pozerski (préface). Maurice Nicolle (1862-1932): un homme de la Renaissance à notre époque, Paris, La Colombe. 171 p. 1957[81].
- Marie-Madeleine Dujon et E. de Pomiane. Autour d'une bonne table, Ed. culinaires Liebig / Mirambeau et Cie. 200 p. 1961
- Les Recettes préférées de la mère Denis, 365 menus, 365 recettes, un an de bonne cuisine, Princesse, 375 p. Illustration de J.P. Evrard. 1979.

- Compilation. Les Recettes de ma vieille nounou, Crémille, 1996

#### Articles
Édouard de Pomiane écrit pour Cuisine de France puis Cuisine et vins de France de 1947 (1re année) à 1953. Exemples de sujets traités :
- La Cuisine et la santé, octobre 1947. Recettes pour malades, décembre 1947
- Grillade et rôti, avril 1948. Les fruits dans l'alimentation humaine, juillet, août 1948. Les Liaisons et les sauces. octobre 1948. Les champignons. novembre 1948
- Les Légumes, mai 1949. Les potages, novembre 1949
- Les Bonnes recettes de légume, 4e année. janvier, mars 1950. Le Mois gastronomique, à compter de juin 1950.
- Le Mois gastronomique. dans tous le numéros de 1951. La Cuisine et la santé, L'oignon et l'ail. avril, mai 1951
- La Gastrotechnie et la gastronomie III : la Cuisson des aliments à l'eau, no 3, mars 1953

Édouard de Pomiane fut également conférencier de l'Université des Annales. On retrouve ses conférences dans sa revue Conferencia (quelques exemples) :
- Dr de Pomiane-Pozerski, Le Petit Déjeuner : Café, Thé, Chocolat Conférence. 1921 - 1922. 528 p.
- La Cuisine antichambre du bonheur, mars 1938
- La Cuisine aux quatre points cardinaux, décembre 1938
- Les Bons plats de nos provinces, mars 1939
- La Cuisine sans cuisinière, juin 1940
- (en) trad. Blanche Bowes. Good fare, a code of cookery, London, G. Howe Ltd., 1932 (traduction de Le Code de la bonne chère. Sept cents recettes simples publiées sous les auspices de la Société scientifique d'hygiène alimentaire, 1922)
- (en) trad. Josephine Bacon. The Jews of Poland. Recollections and recipes, Garden Grove, Calif. Pholiota Press, 1985  (ISBN 0-910231-03-6) (traduction de Cuisine juive. Ghettos modernes.)
- (en) Cooking with Pomiane. Oxford: Bruno Cassirer, 1962. réed. London, Cookery Book Club. 1969. Faber and Faber, 1976. Modern Library Inc. 2001 (ISBN 9780375757136). Serif. 1993, 2010 (ISBN 9781897959039), Hodder Headline Australia, 1993.
- (de) trad. Margaretha von Reischach-Scheffel, [de] Die fröhliche Kunst des Kochens. Radio-Cuisine. Non Stop-Bücherei [26], Herbig, Ed. Berlin-Grunewald, 1955
- (cs) trad. Ivo Ducháček, [cs] Veselé umění kuchařské, Prague, Fr. Borový, 306 p. 1937, réed. Mladá fronta 1992. (traduction de Radio-Cuisine)[82].

#### Livres traduits en plusieurs langues
- (de) Kochen im freien. Zurich et Leipzig, Julius Kittls, illustrations deHans Meid.1938. réed. Berlin et Atrium Zürich, Bruno Cassirer verlag, in-12, 134 p.1952, réed. Berlin, Walde und Graf, 126 p. 2016
- (de) trad. Margaretha von Reischach-Scheffel, Kochen in zehn Minuten oder die Anpassung an den Rhythmus unserer Zeit, (19 Illustration de H. de Toulouse-Lautrec). Berlin, Cassirer. 57 p. 1935. réed. Cassirer, 1950, Herbig,1951, Berlin, Hahn, 1976  (ISBN 3-87287-052-1)  (Traduction de La cuisine en dix minutes)
- (en) trad Peggie Benton. Edouard De Pomiane, Andre Giroux, Raymond Blanc, Peggie Benton. Cooking in Ten Minutes: Or the Adaptation of Cooking to the Rhythm of Our Time, illustrations de Henri de Toulouse-Lautrec, B. Cassirer, Oxford 1948. Réed. Faber, London 1967; Faber and Faber, London 1985, Serif. 1993  (ISBN 9781897959046), Serif, 2008  (ISBN 9781897959619)[83].
- (en) trad. Philip und Mary Hyman. French cooking in ten minutes, or, Adapting to the rhythm of modern life, New York, Farrar, Straus and Giroux, 1977. réed. New York McGraw-Hill, 1978. New York, North Point Press, 1994.
- (en) French Cooking in Ten Minutes: Adapting to the Rhythm of Modern Life. Londres, Barnard & Westwood, 1968. New York, Farrar Straus & Giroux, Inc. 1977, Farrar Straus & Giroux, North Point Press, 1994
- (it) La cucina francese in dieci minuti, Milan, Ed. Sperling & Kupfer, 1975
- (pl) Nauka przyrządzania potraw w sześciu lekcjach. Warszawa : Warszawska Agencja wydawnicza Delta. 205 pp. 1936. Réed. Książka i Wiedza 245 pp. 1991 (La cuisine en six leçon, de Pomiane écrivait et parlait le polonais)

## Distinctions
- Chevalier de la Légion d'honneur au titre du Ministère de l'Hygiène en septembre 1923. (Promotion du centenaire de Pasteur, il est alors chargé de cours à l'Institut Pasteur)[84].
- Officier de la Légion d'honneur au titre du Ministère de la santé publique en juillet 1955[85].
- Croix de guerre 1914–1918[86].
- Chef des laboratoires de physiologie alimentaire, Institut Pasteur, Paris.
- Présidence d'Honneur du Comité National et International de Gastronomie fondé en novembre 1957[87].